# Корралес (Нью-Мексико)
Корралес (англ. Corrales) — селище (англ. village) в США, в окрузі Сандовал штату Нью-Мексико. Населення — 8493 особи (2020).

## Географія
Корралес розташований за координатами 35°14′22″ пн. ш. 106°37′37″ зх. д. / 35.23944° пн. ш. 106.62694° зх. д. (35.239583, -106.627078).  За даними Бюро перепису населення США в 2010 році селище мало площу 28,03 км², з яких 27,28 км² — суходіл та 0,75 км² — водойми.

## Демографія
Згідно з переписом 2010 року, у селищі мешкало 8329 осіб у 3527 домогосподарствах у складі 2540 родин. Густота населення становила 297 осіб/км².  Було 3809 помешкань (136/км²).
Расовий склад населення:
| - 86,4 % — білих - 1,6 % — корінних американців - 1,3 % — азіатів - 1,1 % — чорних або афроамериканців - 6,6 % — осіб інших рас |

До двох чи більше рас належало 3,1 %. Частка іспаномовних становила 27,0 % від усіх жителів.
За віковим діапазоном населення розподілялося таким чином: 18,1 % — особи молодші 18 років, 62,5 % — особи у віці 18—64 років, 19,4 % — особи у віці 65 років та старші. Медіана віку мешканця становила 51,2 року. На 100 осіб жіночої статі у селищі припадало 92,9 чоловіків;  на 100 жінок у віці від 18 років та старших — 90,9 чоловіків також старших 18 років.
Середній дохід на одне домашнє господарство  становив 102 320 доларів США (медіана — 80 801), а середній дохід на одну сім'ю — 113 850 доларів (медіана — 94 238). Медіана доходів становила 76 172 долари для чоловіків та 55 969 доларів для жінок. За межею бідності перебувало 7,1 % осіб, у тому числі 10,4 % дітей у віці до 18 років та 1,5 % осіб у віці 65 років та старших.
Цивільне працевлаштоване населення становило 3716 осіб. Основні галузі зайнятості: освіта, охорона здоров'я та соціальна допомога — 29,5 %, науковці, спеціалісти, менеджери — 14,5 %, мистецтво, розваги та відпочинок — 9,3 %, виробництво — 8,8 %.